# David Weightman
David John Weightman, né le 28 septembre 1971 à Brisbane, est un rameur d'aviron australien. 

## Palmarès

### Jeux olympiques
- 1996 à Atlanta
  -  Médaille d'argent en deux sans barreur